# Схелдепрейс 2024
112-й выпуск  Схелдепрейс — шоссейной однодневной велогонки по дорогам бельгийской провинции Антверпен. Гонка прошла 3 апреля 2024 года в рамках ПроСерии UCI 2024 (категория 1.Pro). Победу одержал бельгийский велогонщик Тим Мерлир.

## Участники
На участие в гонке было заявлено 22 команды: 11 команд категории UCI WorldTeam, 9 команд категории UCI ProTeams и 2 континентальные.
| UCI WorldTeams (11)- Alpecin-Deceuninck - Arkéa-B&B Hotels - Astana Qazaqstan Team - Bora-Hansgrohe - Cofidis - Intermarché-Wanty - Lidl-Trek - Soudal Quick-Step - Team dsm-firmenich PostNL - Team Jayco AlUla - UAE Team Emirates UCI ProTeams (9)- Bingoal WB - Israel-Premier Tech - Lotto Dstny - Q36.5 Pro Cycling Team - TDT-Unibet - Team Flanders-Baloise - TotalEnergies - Tudor Pro Cycling Team - Uno-X Mobility UCI Continental Teams (2)- BEAT Cycling - Tarteletto-Isorex |
| |

## Маршрут
Гонка началась на стадионе Stadhuisplein в Тернёзене, через 74 километра пересекла бельгийскую границу и прибыла в Схотен. Там гонщики преодолели 4 круга и финишировали после более 205 километров дистанции.

## Ход гонки
На одном из поворотов Гербен Тейссен замешкался на повороте, упал, и затащил товарища по команде Арне Марита в эту ловушку. Тейссену пришлось отправиться в больницу на обследование, где выявился перелом лодыжки. Марит позже тоже сошёл с дистанции для обследования последствий падения.
Ближе к финишу ведущий спринтер Soudal Quick-Step с самого начала взял инициативу в свои руки и не сдавал позиций. Мерлир выиграл финишный спринт и одержал свою 7-ю победу в сезоне. Филипсен занял невыгодную позицию и смог вырваться вперед, но было слишком поздно. После побед в 2021 и 2023 годах второе место стало для него наивысшим достижением. Дилан Груневеген хоть и увидел, что Филипсен замешкался, но финишировал третьим.

## Результаты
| \| Генеральная классификация \| Генеральная классификация \| Генеральная классификация \| Генеральная классификация \| Генеральная классификация \| \| Гонщик \| Гонщик \| Команда \| Время \| \| \| ------------------------- \| ------------------------- \| ------------------------- \| ------------------------- \| ------------------------- \| \| 1-й \| Тим Мерлир \| Soudal Quick-Step \| 4ч 17' 04 \| \| \| 2-й \| Йеспер Филипсен \| Alpecin-Deceuninck \| + 0 \| \| \| 3-й \| Дилан Груневеген \| Team Jayco AlUla \| + 0 \| \| \| 4-й \| Кес Бол \| Astana Qazaqstan Team \| + 0 \| \| \| 5-й \| Уго Хофстеттер \| Israel-Premier Tech \| + 0 \| \| \| 6-й \| Сорен Вэреншолд \| Uno-X Mobility \| + 0 \| \| \| 7-й \| Сэм Уэлсфорд \| Bora-Hansgrohe \| + 0 \| \| \| 8-й \| Маттео Москетти \| Q36.5 Pro Cycling Team \| + 0 \| \| \| 9-й \| Мадис Михкельс \| Intermarché-Wanty \| + 0 \| \| \| 10-й \| Маттео Трентин \| Tudor Pro Cycling Team \| + 0 \| \| |                  |                        |           |
| |                  |                        |           |
| Источник: ProCyclingStats |                  |                        |           |
| Генеральная классификация |                  |                        |           |
| Гонщик | Гонщик           | Команда                | Время     |
| 1-й | Тим Мерлир       | Soudal Quick-Step      | 4ч 17' 04 |
| 2-й | Йеспер Филипсен  | Alpecin-Deceuninck     | + 0       |
| 3-й | Дилан Груневеген | Team Jayco AlUla       | + 0       |
| 4-й | Кес Бол          | Astana Qazaqstan Team  | + 0       |
| 5-й | Уго Хофстеттер   | Israel-Premier Tech    | + 0       |
| 6-й | Сорен Вэреншолд  | Uno-X Mobility         | + 0       |
| 7-й | Сэм Уэлсфорд     | Bora-Hansgrohe         | + 0       |
| 8-й | Маттео Москетти  | Q36.5 Pro Cycling Team | + 0       |
| 9-й | Мадис Михкельс   | Intermarché-Wanty      | + 0       |
| 10-й | Маттео Трентин   | Tudor Pro Cycling Team | + 0       |